# Nancy Olson
Nancy Ann Olson (Milwaukee, 14 luglio 1928) è un'attrice statunitense.

## Biografia
Figlia del medico Henry J. Olson e di Evelyn Bergstrom, Nancy Olson studiò all'Università della California - Los Angeles e debuttò nel cinema nel 1948, dopo aver firmato un contratto per la Paramount Pictures. Dopo alcune particine, fu scritturata per il ruolo di Betty Schaefer nel film Viale del tramonto (1950) di Billy Wilder, accanto a William Holden. I due recitarono nuovamente insieme nel poliziesco L'ultima preda (1950) di Rudolph Maté, nel dramma bellico Squali d'acciaio (1951) di John Farrow e nel romantico Stringimi forte tra le tue braccia (1951) di Michael Curtiz.
Malgrado la candidatura all'Oscar alla miglior attrice non protagonista per la pellicola di Wilder, il prosieguo della carriera cinematografica della Olson non fu intenso. Dopo alcune interpretazioni di rilievo in Marijuana (1951) di Edward Ludwig, accanto a John Wayne, nel western Lo sceriffo senza pistola (1955) di Michael Curtiz e in Prima dell'uragano (1955) di Raoul Walsh, l'attrice si dedicò alla televisione, partecipando a serie come Alfred Hitchcock presenta (1959) e La grande vallata (1965).
All'inizio degli anni sessanta ebbe una rinnovata popolarità sullo schermo grazie a una serie di pellicole disneyane come Il segreto di Pollyanna (1960), Un professore fra le nuvole (1961) e il suo sequel Professore a tuttogas (1963). In questi due ultimi film, entrambi diretti da Robert Stevenson, ebbe come partner Fred MacMurray. Tornò alla Disney nel 1969 con Smith, un cowboy per gli indiani, in coppia con Glenn Ford, e nel decennio successivo con Pistaaa... arriva il gatto delle nevi (1973), accanto a Dean Jones.
Tranne sporadiche apparizioni sul grande schermo, come in Airport '75 (1975), negli anni settanta la Olson proseguì l'attività televisiva partecipando a numerose serie quali Le strade di San Francisco (1975) e Barnaby Jones (1977). Il suo ultimo impegno cinematografico risale al 1997, con un'apparizione non accreditata in Flubber - Un professore tra le nuvole (1997), remake della pellicola da lei stessa interpretata negli anni sessanta.

## Vita privata
Dal primo matrimonio (1950-1957) con il musicista e paroliere Alan Jay Lerner, Nancy Olson ebbe due figlie, Liza e Jennifer. Nel 1962 sposò Alan W. Livingston, esponente della casa discografica Capitol Records e creatore del personaggio di Bozo il clown. Dal matrimonio con Livingston (morto nel 2009), la Olson ebbe un altro figlio, Christopher.

## Filmografia

### Cinema
- Il ritratto di Jennie (Portrait of Jennie), regia di William Dieterle (1948) (non accreditata)
- Amore selvaggio (Canadian Pacific), regia di Edwin L. Marin (1949)
- Viale del tramonto (Sunset Boulevard), regia di Billy Wilder (1950)
- L'ultima preda (Union Station), regia di Rudolph Maté (1950)
- Assedio d'amore (Mr. Music), regia di Richard Haydn (1950)
- Stringimi forte tra le tue braccia (Force of Arms), regia di Michael Curtiz (1951)
- Squali d'acciaio (Submarine Command), regia di John Farrow (1951)
- Marijuana (Big Jim McLain), regia di Edward Ludwig (1952)
- Solo per te ho vissuto (So Big), regia di Robert Wise (1953)
- Lo sceriffo senza pistola (The Boy from Oklahoma), regia di Michael Curtiz (1954)
- Prima dell'uragano (Battle Cry), regia di Raoul Walsh (1955)
- Il segreto di Pollyanna (Pollyanna), regia di David Swift (1960)
- Un professore fra le nuvole (The Absent-Minded Professor), regia di Robert Stevenson (1961)
- Professore a tuttogas (Son of Flubber), regia di Robert Stevenson (1963)
- Smith, un cowboy per gli indiani (Smith!), regia di Michael O'Herlihy (1969)
- Pistaaa... arriva il gatto delle nevi (Snowball Express), regia di Norman Tokar (1973)
- Airport '75, regia di Jack Smight (1975)
- Making Love, regia di Arthur Hiller (1982)
- Flubber - Un professore tra le nuvole (Flubber), regia di Les Mayfield (1997) (non accreditata)

### Televisione
- Medallion Theatre – serie TV, 1 episodio (1954)
- The Ford Television Theatre – serie TV, 1 episodio (1954)
- Lux Video Theatre – serie TV, 1 episodio (1954)
- The Best of Broadway – serie TV, 1 episodio (1954)
- Producers' Showcase – serie TV, 1 episodio (1955)
- Ford Star Jubilee – serie TV, 1 episodio (1956)
- The United States Steel Hour – serie TV, 1 episodio (1958)
- General Electric Theater – serie TV, episodio 7x11 (1958)
- Alfred Hitchcock presenta (Alfred Hitchcock Presents) – serie TV, episodio 4x17 (1959)
- Startime – serie TV, 1 episodio (1960)
- Fred Astaire (Alcoa Premiere) – serie TV, episodio 1x05 (1961)
- Channing – serie TV, 1 episodio (1963)
- La grande vallata (The Big Valley) – serie TV, episodio 1x12 (1965)
- Reporter alla ribalta (The Name of the Game) – serie TV, 1 episodio (1971)
- Gunsmoke – serie TV, 1 episodio (1972)
- Dottor Simon Locke (Dr. Simon Locke) – serie TV, 1 episodio (1972)
- Love Story – serie TV, 1 episodio (1973)
- Banacek – serie TV, 1 episodio (1974)
- Le strade di San Francisco (The Streets of San Francisco) – serie TV, 1 episodio (1975)
- Barnaby Jones – serie TV, 1 episodio (1977)
- Il profumo del successo (Paper Dolls) – serie TV, 13 episodi (1984)
- Big Love – serie TV, 1 episodio (2010)

## Riconoscimenti
- Premio Oscar
  - 1951 – Candidatura alla miglior attrice non protagonista per Viale del tramonto

## Doppiatrici italiane
Nelle versioni in italiano delle opere in cui ha recitato, Nancy Olson è stata doppiata da:
- Rosetta Calavetta in Amore selvaggio, Il segreto di Pollyanna, Un professore fra le nuvole, Professore a tuttogas
- Lydia Simoneschi in Viale del tramonto, L'ultima preda, Assedio d'amore, Squali d'acciaio
- Micaela Giustiniani in Marijuana, Solo per te ho vissuto, Lo sceriffo senza pistola, Prima dell'uragano
- Giuliana Maroni in Il ritratto di Jennie
- Dhia Cristiani in Stringimi forte fra le tue braccia
- Fiorella Betti in Pistaaa... arriva il gatto delle nevi
- Roberta Paladini in Un professore fra le nuvole (ridoppiaggio)
- Elettra Bisetti in Smith, un cowboy per gli indiani (doppiaggio tardivo)
- Alessandra Korompay in Pistaaa... arriva il gatto delle nevi (ridoppiaggio)